# Aventoft
Aventoft (północnofryz. Oowentoft, duń. Aventoft) – gmina w Niemczech w kraju związkowym Szlezwik-Holsztyn, w powiecie Nordfriesland, wchodzi w skład Związku Gmin Südtondern.